# Pat Boone
Pour les articles homonymes, voir Boone.
Pat Boone est un chanteur/crooner et acteur américain né le 1er juin 1934 à Jacksonville, Floride (États-Unis). Il s'est marié le 7 novembre 1953 avec la fille de Red Foley, Shirley.

## Biographie
Chanteur populaire de grand succès aux États-Unis durant les années 1950 et début des années 1960, ses tubes étaient souvent des reprises d'artistes noirs de R&B[réf. nécessaire], au moment où la ségrégation raciale les empêchait de se produire dans les radios « blanches ». Il a vendu environ 45 millions d'albums et trente-huit de ses chansons sont entrées dans le Top40. Il a également participé en tant qu'acteur à au moins 12 films hollywoodiens. Le talent de Boone comme chanteur et acteur, combiné à ses valeurs traditionalistes, a contribué à populariser le rock’n’roll.
Selon le Billboard, Boone était le second plus grand artiste de la fin des années 1950 derrière Elvis Presley, mais devant Ricky Nelson et The Platters. Il a par ailleurs été classé numéro 9 derrière les Rolling Stones et Paul McCartney mais avant des artistes tels qu'Aretha Franklin, les Beach Boys… dans les Top40 et Top 100 des années 1955 à 1995 — Boone conserve toujours le record Billboard pour être resté 220 semaines consécutives dans ces listes.
Il avait 23 ans quand il a commencé à faire des shows de variétés, d'une demi-heure, sur la chaîne TV ABC : The Pat Boone Chevy Showroom. Durant les 115 émissions produites de 1957 à 1960, il a reçu entre autres : Edie Adams, Andy Williams, Pearl Bailey et Johnny Mathis. Durant ses tournées dans les années 1950, Elvis Presley a compté parmi ses invités.
En tant qu'auteur, Boone a écrit un des best-sellers des années 1950 : Twixt Twelve and Twenty, Prentice Hall. Dans les années 1960, il a orienté ses préférences vers la musique Gospel et est devenu membre du Gospel Music Hall of Fame. Il est aujourd'hui encore présent en tant que conférencier pour la motivation de la personnalité, commentateur politique conservateur et personnalité de la télévision.

## Filmographie
- 1957 : Bernardine (en) d'Henry Levin : Arthur 'Beau' Beaumont
- 1957 : Je vous adore (April Love) d'Henry Levin : Nick Conover
- 1958 : Mardi Gras d'Edmund Goulding : Pat Newell
- 1959 : Voyage au centre de la Terre (Journey to the Center of the Earth) d'Henry Levin : Alec McEwen
- 1961 : All Hands on Deck de Norman Taurog : Lt. Donald
- 1962 : La Foire aux illusions (State Fair) de José Ferrer : Wayne Frake
- 1962 : The Main Attraction de Daniel Petrie : Eddie
- 1963 : The Horror of It All de Terence Fisher : Jack Robinson
- 1963 : The Yellow Canary (en) de Buzz Kulik : Andy Paxton
- 1963 : Grüsse aus Zürich (TV)
- 1964 : Never Put It in Writing (en) d'Andrew L. Stone : Steven Cole
- 1964 : Au revoir, Charlie (Goodbye Charlie) de Vincente Minnelli : Bruce Minton, the 3rd
- 1965 : La Plus Grande Histoire jamais contée (The Greatest Story Ever Told) de George Stevens : The figure in the tomb
- 1967 : The Perils of Pauline (en) de Herbert B. Leonard et Joshua Shelley : George
- 1969 : The Pigeon (TV) : Dave Williams
- 1970 :  La Croix et le Poignard, (The Cross and the Switchblade) de Don Murray : David Wilkerson
- 1996 : Bad Hair Day: The Videos (en) (vidéo) : Chocolate Stealer (Gump)
- 2003 : "Weird Al" Yankovic: The Ultimate Video Collection (en) (vidéo) : Chocolate Stealer (Gump)

## Discographie
- 1955 : Two Hearts, Two Kisses (#16) ; Ain't That a Shame (#1) ; At My Front Door (Crazy Little Mama) (#7) ; No Arms Can Ever Hold You (#26)
- 1956 : "Gee Whittakers!" (#19); "I'll Be Home" (#4); "Tutti Frutti" (#12); "Just As Long As I'm With You" (#76); "Long Tall Sally" (#8); "I Almost Lost My Mind" (#1); "Friendly Persuasion" (#5); "Chains of Love" (#20); "Howdy!"(#14)
- 1957 : "Don't Forbid Me" (#1); "Anastasia" (#37); "Why Baby Why" (#5); "I'm Waiting Just For You" (#27); "Love Letters In The Sand" (#1); "Bernadine" (#14); "A Closer Walk With Thee" (#13); "Remember You're Mine" (#6); "There's A Gold Mine In The Sky" (#20); "When The Swallows Come Back To Capistrano" (#90); "April Love" (#1) ; Albums: Pat (#19); Four By Pat (#5); Pat Boone (#20); Pat's Great Hits (#3); Hymns We Love(#21); April Love (soundtrack) (#12)
- 1958 : "A Wonderful Time Up There" (#4); "It's Too Soon To Know" (#11); "Cherie, I Love You" (#63); "Sugar Moon" (#5); "If Dreams Came True" (#7); "That's How Much I Love You" (#39); "Stardust" (#2); "For My Good Fortune" (#21); "Gee But It's Lonely" (#31); "Yes Indeed!" (#13); "I'll Remember Tonight" (#34)
- 1959 : "With The Wind And The Rain In Your Hair" (#21); "Good Rockin' Tonight" (#49); "For A Penny" (#23); "The Wang Dang Taffy-Apple Tango" (#62); "Twixt Twelve And Twenty" (#17); "Fools Hall Of Fame" (#29); "Beyond The Sunset" (#71); Album : Tenderly (#17)
- 1960 : "(Welcome) New Lovers" (#18); "Words" (#94); "Walking The Floor Over You" (#44); "Spring Rain" (#50); "Moonglow" (#26); "Candy Sweet" (#72); "Delia Gone" (#66); "Dear John" (#44); "Alabam" (#47)
- 1961 : "The Exodus Song (This Land Is Mine)" (#64); "Moody River" (#1); "Big Cold Wind" (#19); Albums : Moody River (#29); White Christmas (#39)
- 1962 : "Johnny Will" (#35); "Pictures In The Fire" (#77); "I'll See You In My Dreams" (#32); "Quando Quando Quando" (#95); "Speedy Gonzales" (#6); "Ten Lonely Guys" (#45); "White Christmas" (#116); Albums : Pat Boone's Golden Hits (#66); State Fair (soundtrack) (#12);
- 1963 : Albums : Pat Boone Sings Guess Who; The Touch of Your Lips; Tie Me Kangaroo Down Sport
- 1972 : Album : Come Together: A Musical Experience in Love
- 1973 : Album : Songs for the Jesus Folks
- 1976 : Album : Texas Woman
- 1981 : Album : Songmaker
- 1997 : Album : In a Metal Mood: No More Mr. Nice Guy
- 2002 : Album : American Glory
- 2006 : Album : Pat Boone R&B Classics - We Are Family